# Chemin de fer du Mont-Cenis
Le chemin de fer du Mont-Cenis, aussi surnommé localement l'Américain,, est une ligne aujourd'hui disparue, qui a relié les villes de Saint-Michel-de-Maurienne en Savoie (France) et Suse (Italie) à travers le col du Mont-Cenis, de 1868 à 1871.
Elle est construite à partir de 1867 sur ordre de Napoléon III, afin de transporter voyageurs et marchandises entre Modane (France) et Bardonnèche (Italie), en attendant la fin de la construction du tunnel ferroviaire du Fréjus,,. Elle est également utilisée pour la All Red Route, un service de courrier entre l'Empire Britannique et ses colonies d'Inde. À l'époque, il s'agit du chemin de fer le plus haut du monde, culminant à plus de 2 000 mètres d'altitude,,,,,,.

## Histoire

### L'arrivée du chemin de fer en Haute-Maurienne
Par décret royal du 25 mai 1853, le roi Victor-Emmanuel II officialise la création de la « Compagnie du chemin de fer Victor-Emmanuel ». L’inauguration d’une première section entre Aix-les-Bains et Saint-Jean-de-Maurienne d'environ 80 kilomètres a lieu le 20 octobre 1856.
Quatre ans plus tard, en 1860, la Savoie est annexée à la France ; la ligne est cédée à l’Empire français et revient ensuite à la Compagnie du chemin de fer de Paris à Lyon et à la Méditerranée (PLM). En conséquence de l'annexion, la frontière franco-italienne est modifiée et se situe désormais au col du Mont-Cenis. De la volonté d'accroître les échanges commerciaux entre les deux pays naît l'idée d'un tunnel ferroviaire sous le Mont-Cenis, dont les travaux débutent en 1861.
L'année suivante, la ligne s'étend jusqu'à Saint-Michel-de-Maurienne, située au pied du massif du Mont-Cenis. La lenteur de percement du tunnel, prévue sur trente ans, incite tout d'abord des compagnies de diligences à traverser le col pour transporter voyageurs et marchandises,. Puis, en 1865 est suggérée l'idée d'un chemin de fer de substitution entre Saint-Michel-de-Maurienne et Suse. dont l'exploitation prendrait fin dès lors que le tunnel serait ouvert.

### Exploitation du col par les diligences

#### Essor des compagnies
En 1862, les voyageurs arrivant au terminus de la ligne à Saint-Michel-de-Maurienne et souhaitant se rendre en Italie doivent transférer leurs bagages et prendre une diligence. Plusieurs compagnies se constituent : la compagnie Bonnafous également appelée Berlines-Poste du Mont-Cenis, Bourg, Dareste, Sepolina et Teuliet, Allard, Vve Descours et Fils, Dupert et Dupré ou encore Chaudet.
Elles les conduisent par la route impériale, tracée au début du siècle sur ordre de Napoléon Bonaparte et qui passe par Modane, Lanslebourg, le col du Mont-Cenis, Suse et Turin. Le trajet de Saint-Michel à Suse fait 80 kilomètres et dure alors 12 heures. La concurrence entre les compagnies est rude. Aussi, lorsque les postillons se retrouvaient ensemble au sommet des descentes sur Suse ou sur Lanslebourg, ils lançaient leurs berlines à grande vitesse pour essayer de se dépasser, ceci provoquant de grandes frayeurs parmi les passagers et parfois également des accidents. Au-delà de Termignon, vers Lanslebourg, une stèle commémore l’endroit où une diligence tomba du haut du talus de la route en plein hiver, tuant la totalité des voyageurs, le cocher et la plupart des chevaux. La décision est prise de décaler les heures de départ des différentes compagnies pour éviter que les diligences se côtoient lors de ces descentes.

#### Fréquentation
En 1863, ce sont près de 40 000 voyageurs (20 000 dans chaque sens) qui passent le col annuellement : 32 000 par les compagnies et 8 000 par leurs propres moyens. Le prix des places pour parcourir les 80 kilomètres est de 24,05 francs dans la cabine et de 20,65 francs dans le coupé, petite cabine fermée par une capote de cuir percée de chaque côté par deux ouvertures rondes et vitrées. Il est situé sous la banquette du cocher.
Parallèlement, ce sont 22 000 tonnes de marchandises, dont 17 000 par les compagnies, qui transitent annuellement.

## Construction (1865-1868)

### Napoléon III et le système Fell
En 1864, Thomas Brassey, associé avec l’ingénieur anglais John Barraclough Fell et l'industriel Alexander Brogden, propose à l’empereur Napoléon III de construire une ligne de chemin de fer entre Saint-Michel-de-Maurienne et Suse, avec une locomotive adaptée au système Fell : la voie possède un troisième rail central facilitant l'adhérence dans la montée, le guidage dans les courbes étroites et le freinage dans les pentes. Elle passerait par le col du Mont-Cenis en suivant le tracé de la route impériale, permettant une réduction des coûts par l'absence d'ouvrages d'arts,. Ils argumentent leur proposition par le fait qu’une ligne de ce genre avait déjà été installée et exploitée avec succès par l’ingénieur Fell, entre Cromford et High Peak en Angleterre,,,,. 
Les entrepreneurs créent donc la société Brassey et Cie, composée de Thomas Brassey, John B. Fell, Alexander Brogden, Edward-Charles Blount et William Buddicom. Napoléon III est intéressé par leur proposition et prend le soin de mentionner dans le contrat « que l’exploitation de cette ligne serait interrompue dès la mise en service du tunnel ». Preuve de leur confiance en ce projet, ils ne demandent aucune subvention, sûrs de pouvoir rentabiliser leur affaire à court-terme ; les administrateurs espèrent obtenir en 7 ans un revenu brut de 27 millions de francs. 
À cette période, John Fell estime la durée du trajet de Suze à Saint-Michel à 4 heures et la capacité de transport à 150 personnes au prix de 16 francs.

### Premiers essais

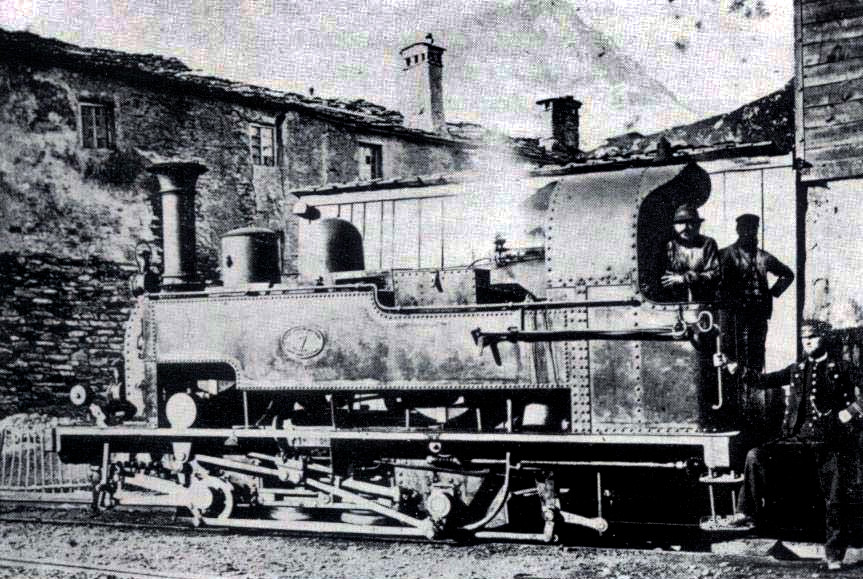
Locomotive Fell, région du Mont-Cenis.

Après autorisations des gouvernements français et italiens, on procède, de 1864 à 1865, à la construction d'une ligne d'essai entre Lanslebourg et le col du Mont-Cenis, soit une portion de 2 kilomètres pour une pente moyenne comprise entre 7 et 8 %, avec un passage estimé à 10 % et un rayon minimal de 40 mètres,,,,,. La direction de ces travaux est  confiée à l'ingénieur Blacke, qui a conduit les travaux du chemin de fer Viclor-Emmanuel entre Chambéry et Aiguebelle,.
Les essais commencent le 25 février 1865 et se prolongent jusqu'en mars, dans des conditions météorologiques difficiles (importantes chutes de neige, froid...). L'épreuve officielle se déroule en présence de représentants de France, d'Italie, de Grande-Bretagne, d'Autriche, d'Espagne, de Suisse et de Russie, ainsi que 600 spectateurs. Seule la première locomotive Fell est disponible mais les tests s'avèrent concluants. Une deuxième locomotive arrive au printemps 1865, construite par James Cross à St Helens, conçue par Alexander Brogden et John Fell. Bien que des pièces doivent être remplacées, elle est finalement testée avec succès,,,.
Le nombre d'essais évolue graduellement à plusieurs trajets par jour. Le 19 juillet, ils sont observés par un journaliste du Times et des commissaires français. Trois autres jours sont dédiés aux commissaires italiens et russes. Le dernier test officiel a lieu le 31 juillet sous la supervision de James Brunlees, président de l'Institution of Civil Engineers. Des tests privés se poursuivent jusqu'à fin novembre.

### Approbation franco-italienne
Finalement, le 4 novembre 1865, Napoléon III signe un décret cédant la concession de la ligne à la Compagnie Brassey,,,,. Le 17 décembre 1865, la convention concédée par décret royal italien s'avère plus stricte : la Compagnie s'engage à construire et exploiter la ligne à ses dépens, à cesser l'activité un mois après l'ouverture du tunnel et obtient une concession de 30 ans, révocable si les travaux n'étaient pas terminés dans les 2 ans,.
Le 7 février 1866 est créée la Compagnie des chemins de fer du Mont-Cenis (à responsabilité limitée). 12 500 actions de 20 £ chacune sont distribuées. Au cours de la même année, plusieurs actionnaires et membres de la Compagnie font banqueroute.

### Construction

#### Profil de la voie

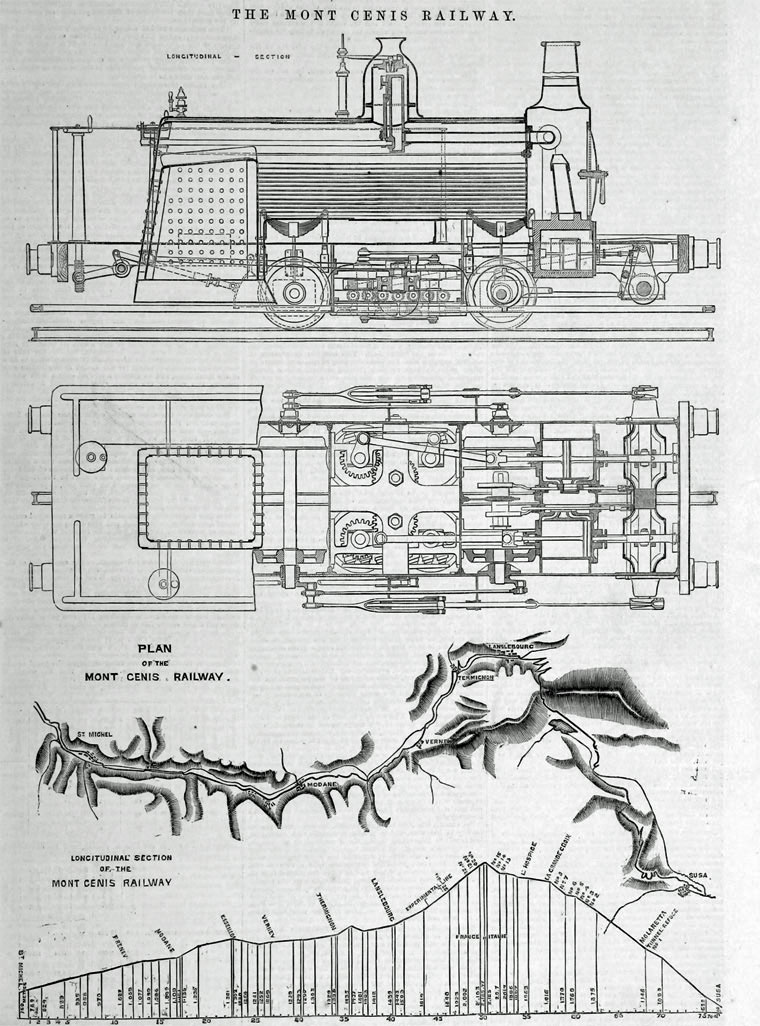
Plans de la locomotive Fell et du chemin de fer.

La voie ferrée est alors établie sur le côté extérieur de la route (actuelle D1006), occupant une largeur de 4 mètres au bord des ravins et laissant une largeur 6 mètres à la route, suffisante à la circulation. Il faut néanmoins construire des ouvrages de protection contre les congères et les avalanches : ce sont entre 8 et 12 kilomètres de galeries qui sont construites, tantôt en tôle et charpente, tantôt en pierre de maçonnerie. Une barrière en bois longe la voie ferrée pour séparer la voie carrossable du chemin de fer,,,,,,,.
La voie de roulement a un écartement de 1,10 m. Elle comporte un troisième rail central, dépassant de 20 cm les rails latéraux et utilisé pour toute rampe au-delà de 3 à 4 % et les courbes au rayon inférieur à 100 m. Il augmente l’adhérence de la locomotive au moyen de galets pressés contre ce rail qui pouvait également servir de frein de secours. Du fait du dépassement du rail central, il faut alors inventer un système de levier et de gouttières géré par les gardes-barrières sur les 17 passages à niveaux, afin d'éviter qu'il ne gène pas la circulation routière,,,,,,.

#### Matériel roulant
Alexandre Brogden se charge de la conception des locomotives et Thomas Brassey fait appel à Canada Works pour leur construction. Une première est construite mais les dirigeants découvrent alors que la loi française interdit l'importation de machines étrangères soumises à un brevet français ; John Fell avait obtenu au moins un brevet français. À ce stade tardif du chantier, les fabricants français les plus réputés étant occupés, ils font appel à Ernest Goüin et Cie, même si Alexandre Brogden avait publiquement désapprouvé. Les locomotives sont livrées en août 1867 avec plusieurs mois de retard. Il s'agit de locomotives de troisième génération, d'un poids de 44 tonnes.
Entre 1865 et 1868, la construction des voitures est assurée par la Société Chevalier, Cheylus Jeune & Cie, qui va produire une série de cinq voitures, les B 1–5. Pour ce faire, l'entreprise réutilise du matériel issu du chemin de fer Lausanne-Échallens ; elle fabrique deux voitures de seconde classe (B 2 et 3) et trois voitures de troisième classe (C 2, 3 et 6), offrant chacune 14 places assises,.
Une voiture est exposée à l'Exposition universelle de 1867 afin de mettre en avant le système de rail central inventé par John Fell.

#### Avancée des travaux

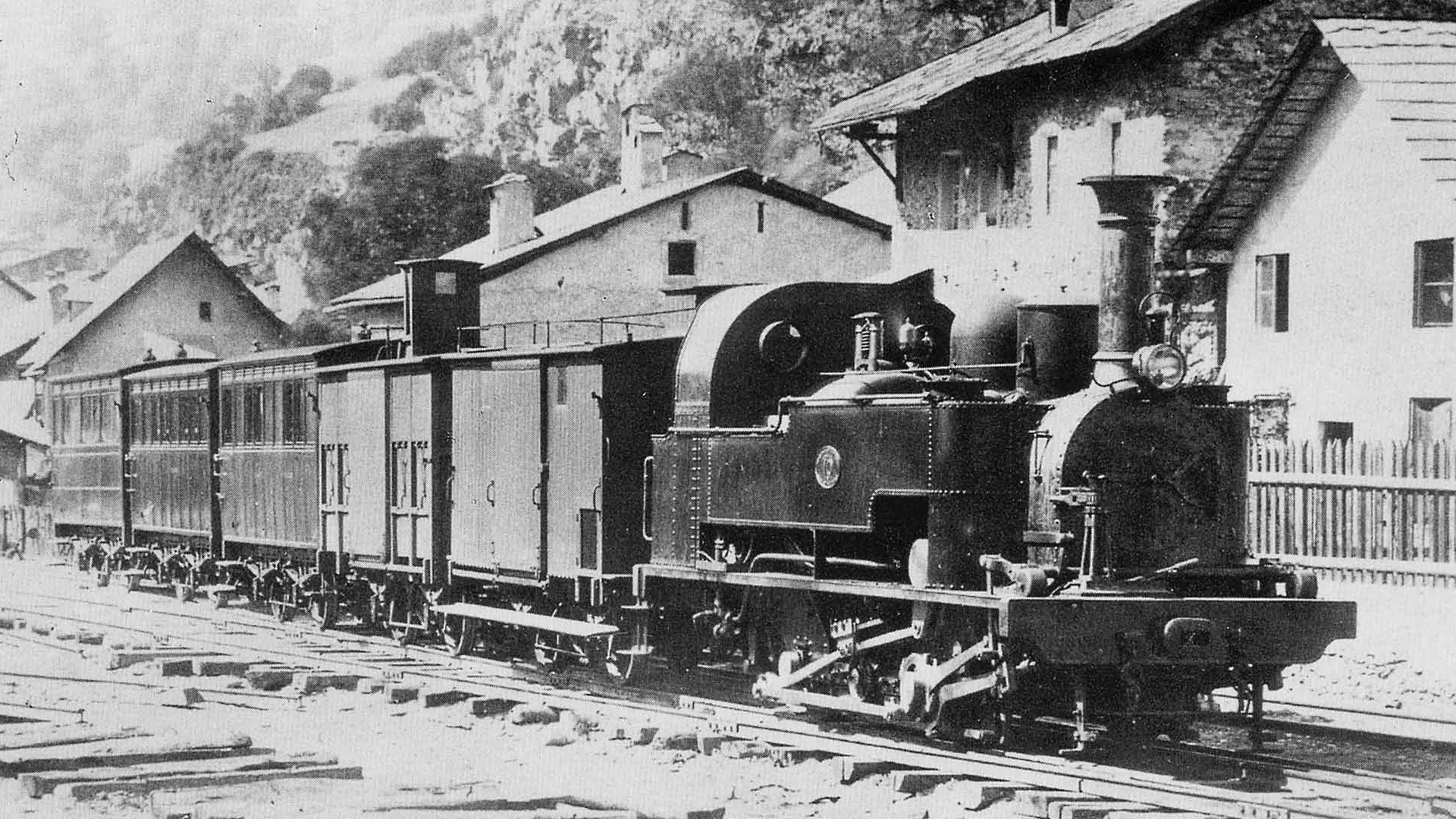
Photo du train Fell en gare de Termignon (Savoie).

Sur le chantier, un premier accident mortel survient le 16 août 1866 à Saint-Michel-de-Maurienne, lorsqu'un ouvrier charpentier de 26 ans tombe d'un pont au-dessus de l'Arc (près du lieu de l'accident ferroviaire de 1917) ; son corps n'a semble-t-il pas été retrouvé. Ce même pont, dit de la Saulse (aujourd'hui, lieu-dit de la Saussaz), est emporté par une crue le 25 septembre 1866. Le torrent de l'Envers, chargé d'alluvions, obstrue le lit de l'Arc et crée un barrage. Lorsque celui-ci finit par céder, la vague emporte également des poutres et des rails en dépôt à Bramans,,,,. Un second accident a lieu le 13 juillet, lorsqu'un ouvrier est pris sous un éboulement à Saint-Michel-de-Maurienne.
En août 1867, lors d'une inspection par la Commission du commerce britannique, la Compagnie apprend que les travaux du tunnel du Fréjus s'accélèrent et prendront moins de temps que prévu, entre trois et quatre ans seulement, contre plusieurs dizaines jusqu'alors estimées. Cela vient mettre en péril la rentabilité de la ligne à long terme.

#### Premiers essais
Le 26 août, le tout premier train, composé d'une locomotive et deux voitures, effectue un trajet de la France vers l'Italie, partant à 7 h pour une arrivée à 17 h, à une vitesse moyenne de 15 km/h. Parmi les 45 voyageurs, on retrouve les administrateurs MM. Fell et Brogden, l'ingénieur Blake et des agents de la compagnie ; si un représentant britannique était présent, la presse s'étonne cependant de l'absence de Français. Le trajet est concluant, effectué dans de bonnes conditions météorologiques,.
Un troisième accident mortel a lieu entre août et septembre, lorsque cinq ouvriers travaillant à Bar Cenis et voulant redescendre à Suse, empruntent un wagonnet muni d'un frein simple et non d'un double agissant sur le rail central, plus efficace. À la descente, alors que le chariot prend une vitesse excessive, l'ouvrier chargé du freinage panique et libère davantage le frein. Le wagonnet finit par dérailler : on déplore un mort et deux blessés.
La compagnie demande aux régulateurs français et italiens de se présenter à une inspection le 20 septembre, en vue d'ouvrir au fret le plus tôt possible et d'ouvrir aux passagers en octobre. Finalement, Thomas Brassey arrive le 12 octobre par une journée froide et humide où le test s'avère être un désastre. Les trois seules locomotives que possède la Compagnie tombent en panne et Brassey doit attendre les moteurs de remplacement dans le froid et la pluie, affaiblissant sa santé. Le mois suivant, lors d'une assemblée générale, les actionnaires apprennent que l'entreprise Goüin a utilisé du fer de qualité inférieure sur l'arbre de transmission, raison de l'échec du test.
Le 20 avril 1868, après de nombreux tests et une succession d'inspections, un train d'essai de 25 tonnes part finalement de Saint-Michel-de-Maurienne à Suse, revenant le lendemain. Le 23, un autre engin a fait le voyage de retour dans la journée, prenant 5 h 30 pour parcourir le trajet, dont une heure d'arrêt. Une commission franco-italienne effectue un ultime contrôle approfondi du 28 avril au 2 mai et donne l'autorisation d'ouvrir immédiatement le trafic de marchandises au trafic de passagers après 15 jours de trafic de marchandises réussis. La période d'essai est validée le 2 juin,,.
Le coût total de la construction est évalué à 8 millions de francs ou 392 000 £, et aura nécessité l'implication de 2 200 ouvriers.

## Ouverture (1868-1871)

### Tracé de la ligne

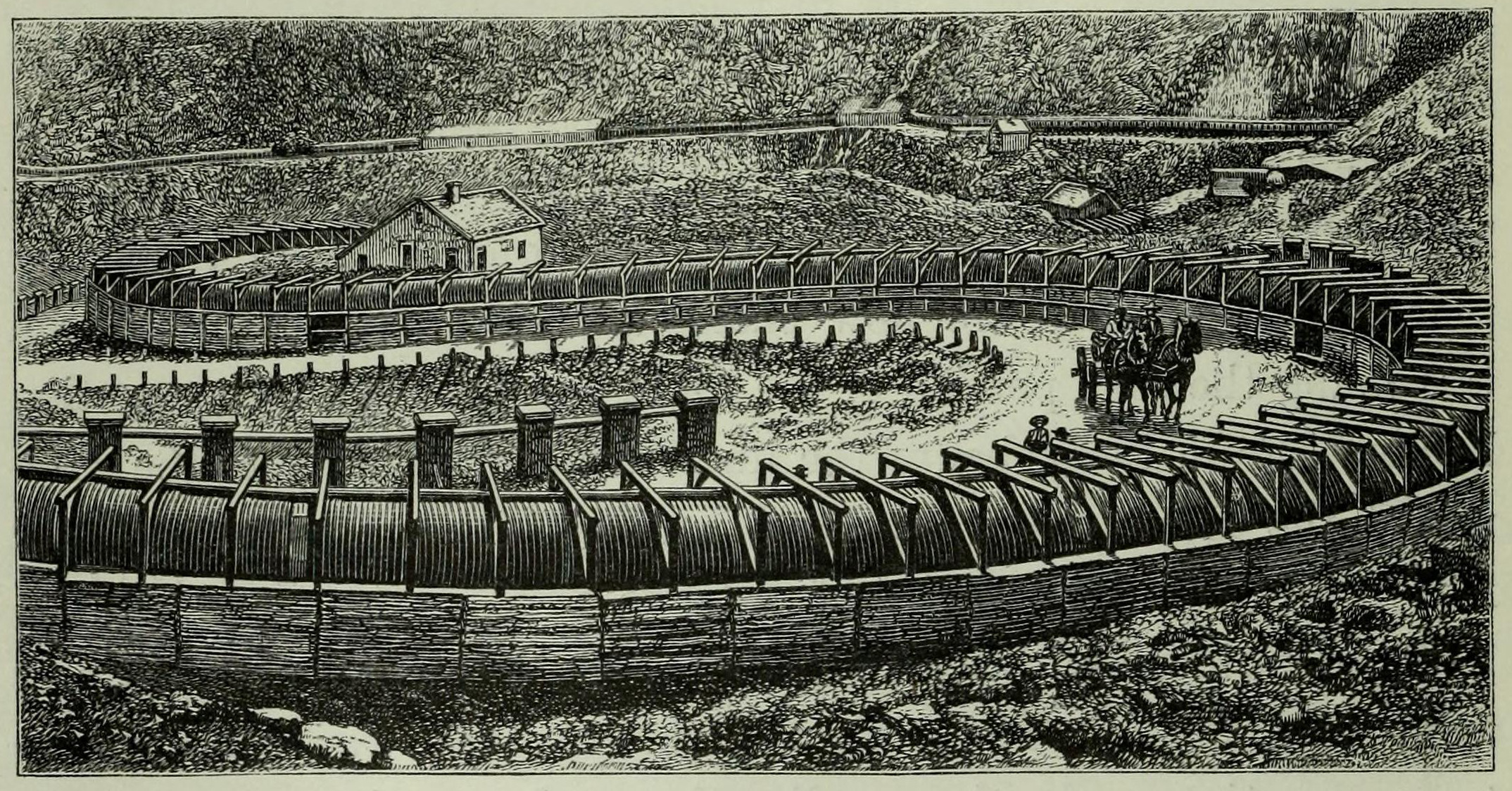
Montée du col du Mont-Cenis par une diligence, à côté du chemin de fer, à Grand-Croix (Savoie), gravure, 1871.

La ligne est inaugurée le 23 mai 1868, pour une mise en service le 15 juin à 7 h 20,,,,,,,. À ce moment, seules 7 voitures de première classe, 4 de seconde et 8 de troisième sont disponibles, sur la centaine de prévus.
La longueur de la ligne varie selon les sources entre 77,, 79,, ou 79,2 km,. Elle franchit le col du Mont-Cenis pour culminer à 2 085 m d'altitude, battant alors un record pour une ligne ferroviaire,,,,,. Ses pentes les plus raides atteignent une déclivité de 8,5 % et les virages les plus serrés ont un rayon de 40 mètres,,,,,.
La ligne est jalonnée de plusieurs gares, appelées stations, établies à La Praz, Modane, Bramans, Termingon, Lanslebourg, La Ramasse, le col / l'hospice du Mont-Cenis, Grand-Croix, Bar et Suse,,. On compte également 11 prises d'eau et 3 dépôts, deux à chaque terminus et un au poste frontière de Lanslebourg où l'on change de machine à l'aller comme au retour. En effet, John Fell a prévu deux types de locomotives : une pour rouler rapidement sur le plat relatif entre Saint-Michel-de-Maurienne et Lanslebourg ; une pour lentement tirer de lourdes charges sur les pentes raides de Lanslebourg à Suse.
Le barrage du Mont-Cenis n’existant pas encore, la ligne gravit en pente douce les prairies vers l’hospice du Mont-Cenis, aujourd'hui englouti par le lac de retenue. Grand-Croix est le premier village rencontré à la descente vers l'Italie et permet aux usagers de se restaurer avant d'entamer la longue descente vers Suse.

### Mise en service

#### Exploitation

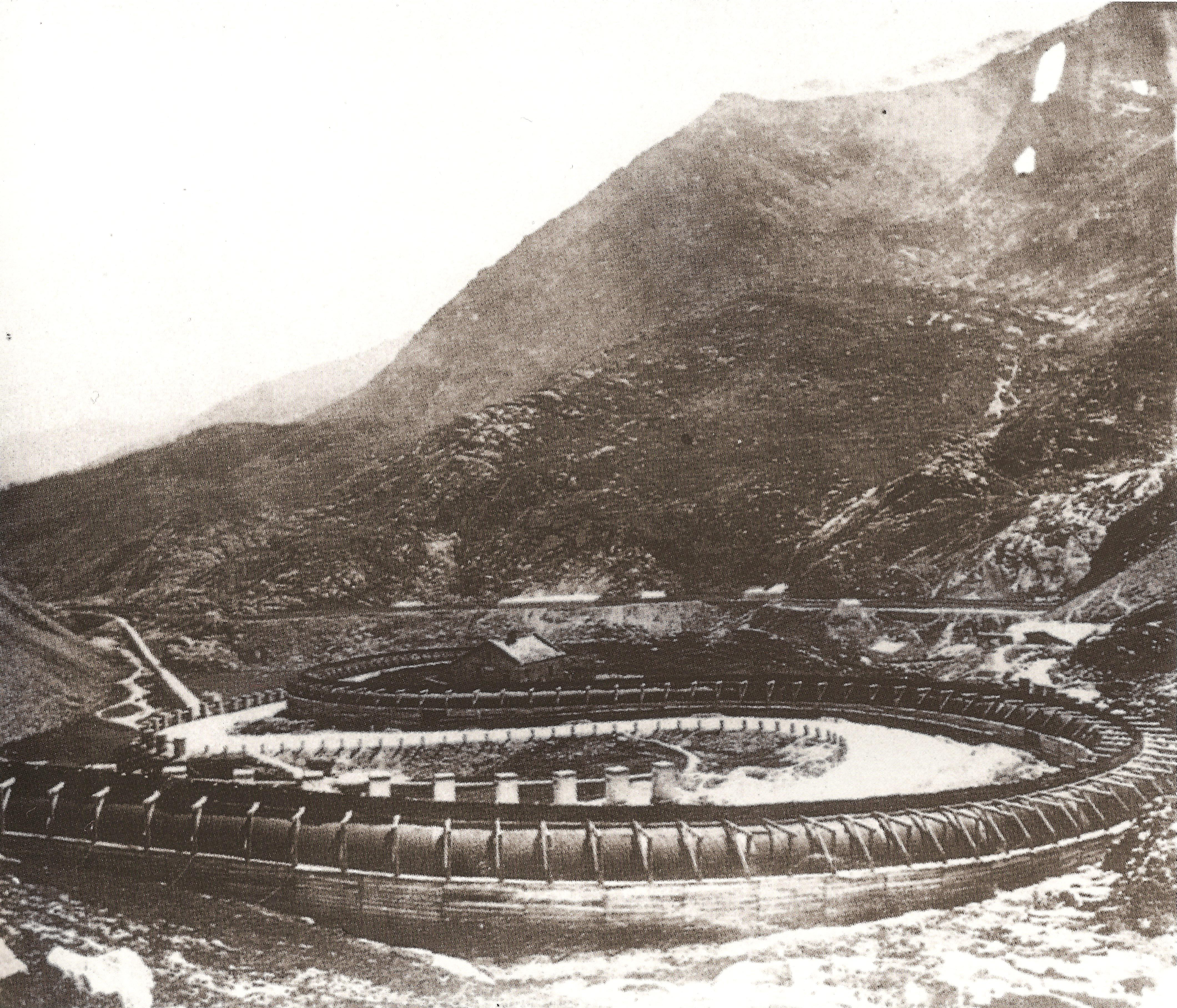
Photographie du col du Mont-Cenis à Grand-Croix, village italien jusqu'en 1947.

Le train voyage à la vitesse moyenne de 10 km/h lors des transports de marchandises, 24 km/h pour les voyageurs (17 dans les descentes). La durée totale du trajet est de 4 h 25, mais l'heure française avançant alors de 50 minutes sur l'heure italienne, il faut compter en tout 5 h 15. C'est un gain de temps considérable par rapport aux douze à quinze heures de diligences. Quatre trains effectuent chacun un aller-retour par jour : 7 h 20 et 8 h 30 depuis Suse, 13 h 15 et 15 h 55 depuis Saint-Michel,,,,,,,.
Ils comportent une locomotive et son tender, un wagon de marchandises et trois wagons courts de 16 voyageurs. Ceux-ci sont divisés en 3 classes et présentent, c'est un fait nouveau, des banquettes placées parallèlement à la voie,,. Toutes les voitures communiquent entre elles par des portes roulantes à coulisse. Le prix du trajet est évalué au kilomètre et par classe, soit 0,25, 0,31 ou 0,35 francs ; les marchandises sont évaluées à 1 franc la tonne kilométrique,.
La Compagnie Brassey possède une centaine de wagons et 14 locomotives dont 2 dédiées uniquement au déneigement.
En février 1870, lors de l'assemblée générale annuelle de la Compagnie, le conseil d'administration n'est pas en mesure de payer des intérêts aux obligataires ou aux actionnaires, car le trafic est toujours inférieur aux attentes. En juillet, une pétition circule pour dissoudre la société. Le chemin de fer continue pourtant de fonctionner mais le commerce est entravé par la guerre franco-prussienne - les mobilisés de la région empruntant d'ailleurs la ligne - puis par la défaite de Napoléon III à Sedan et la proclamation immédiate de la Troisième République. Paris étant une source importante de trafic, celui-ci réduit de deux tiers.

#### Témoignages
Dès la première année d'exploitation, en 1868, de nombreux journalistes témoignent de leur enthousiasme et de leurs impressions plus que favorables. Le journaliste J. Bonjean, du Journal de la Savoie affirme : « En somme, le voyage est des plus agréable, des plus pittoresque, nullement fatiguant, rempli de sites variés et de situations émouvantes. [...] Çà et là quelques rares chaumières dont les habitants, en regardant passer les trains, semblent se demander avec étonnement comment on a eu la hardiesse de placer un chemin de fer à leurs portes. »
Un correspondant du London Observer, témoigne : « Les voitures sont suffisamment spacieuses pour que l'on s'y tienne debout et, en fait, le voyage s'est avéré si intéressant que peu de voyageurs sont restés assis tout le long. [...] Il faut souligner l'absence du sentiment d'insécurité auquel chacun s'attendait. »
Un chroniqueur du Leeds Mercury écrit : « Le nouveau chemin de fer de Mr Fell au-dessus du Mont Cenis est l'une des plus remarquables innovations de notre système d’ingénierie actuel. »
Enfin, l'impression est similaire pour le chroniqueur scientifique Charles Boissay qui, après un article très détaillé dans la revue scientifique Les Mondes, conclut : « En résumé, le chemin de fer sur les Alpes est une œuvre réussie, l'on pense déjà à construire d'autres chemins de ce genre. »
Le futur roi Édouard VII, alors encore prince de Galles, écrit : « Il me semble que c'est le chemin de fer le plus sûr ! » après avoir emprunté la ligne en mai 1869.

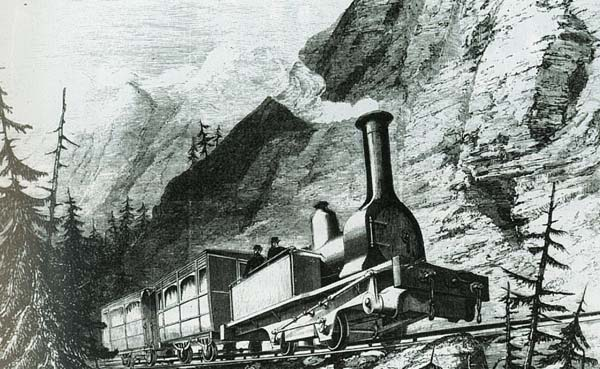
Gravure du chemin de fer, L'Univers illustré, 1868.

En 1871, le célèbre alpiniste britannique Edward Whymper consacre un chapitre entier de son ouvrage (en) Scrambles Amongst the Alps (Wikisource) au Mont-Cenis et ses différents moyens de transport et témoigne : « Le chemin de fer en lui-même est une merveille. [...] C'était un curieux et intéressant spectacle que de suivre du regard un train du chemin de fer Fell montant de Lanslebourg au Mont-Cenis : des bouffées de vapeurs s'élançaient au-dessus des arbres, parfois dans une direction opposée, puis disparaissaient tout à coup sous les parties de la voie que des constructions de planches et des toitures en fer protégeaient contre la neige, pour reparaître au sortir de ces tunnels d'un nouveau genre. [...] Alors commence la terrible descente sur la ville de Suse, pendant laquelle le chemin de fer, en grande partie couvert, ressemble à un monstrueux serpent. »,
Dans son ouvrage Les nouvelles conquêtes de la science, paru en 1884, Louis Figuier décrit cependant une exploitation difficile : « Mais la voie ferrée qui franchissait le Mont Cenis, avait bien des inconvénients. La neige l'obstruait pendant huit mois de l'année. Il fallait couvrir une partie de la route, et la tourmente glacée qui balayait ses sommets, emportait trop souvent ces frêles abris. Enfin, la descente sur ces terribles pentes était toujours environnée de dangers, et plus d'un accident vint justifier les craintes qui régnaient généralement contre le système Fell. » Pourtant, ayant lui-même fait un voyage en 1868, il témoigne dans son ouvrage avoir été émerveillé du parcours, tant par les paysages que par le génie mécanique.

#### Incidents techniques et accidents

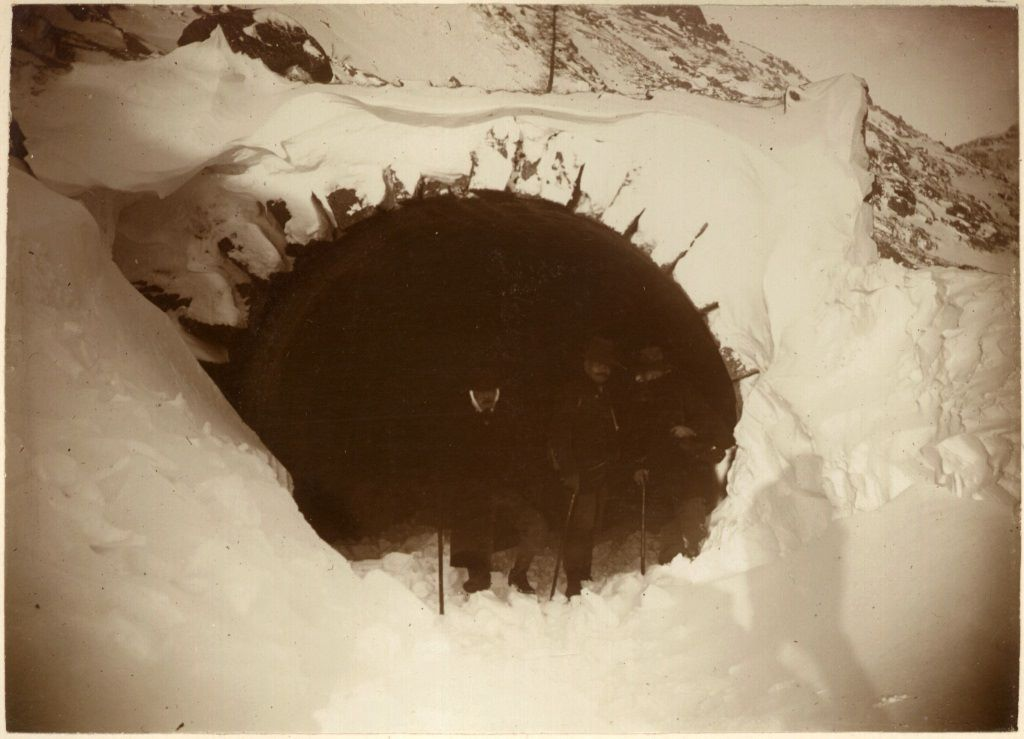
Galerie sous la neige.

Les galeries couvertes construites pour protéger la voie de la neige et des avalanches présentent un problème d'évacuation des fumées de la locomotive, au point d'incommoder les voyageurs (quelques malaises sont à signaler). Il est envisagé d'adapter à la cheminée un tuyau flexible qui conduirait la fumée à l'arrière du train,,, finalement des trous sont percés à intervalle réguliers sur les côtés extérieurs des tunnels, encore visibles aujourd'hui. Ces galeries couvertes sont en maçonnerie sur les points exposés aux avalanches. D'autres, construites en tôle, n'ont pas résisté aux accumulations de neige entre Lanslebourg et Saint-Martin, section la plus exposée à la neige et aux vents ; leur action combinée les détruit complètement sur une longueur totale de 780 mètres. 
Dans la nuit du 17 au 18 août 1868, l'Arc est à nouveau en crue et détruit 1 400 mètres de la ligne PLM entre Saint-Jean et Saint-Michel-de-Maurienne, en partie à cause des remblais issus de l'excavation du tunnel. Plusieurs ponts routiers sont emportés entre Modane et Fresney. La ligne ferme jusqu'en septembre où des diligences assurent la liaison entre les deux compagnies,. La même année, Ambroise Ferrié, employé à la direction du chemin de fer et par ailleurs oncle du général Gustave Ferrié, décède après avoir été projeté d'un wagon au départ de Suse.
Le 2 décembre 1869, alors qu'une tempête fait rage au sommet du parcours, le conducteur-chef d'un train de marchandise oublie de resserrer le frein après une halte. Le train, composé d'une locomotive et deux ou trois wagons, déraille dans sa descente vers l'Italie aux environs de Novalaise et termine sa course dans un ravin : le chauffeur et un garde de nuit sont tués, un mécanicien grièvement blessé. Des modifications du système de frein sont effectuées et aucun autre accident ne sera à déplorer jusqu'à la fermeture de la ligne,,.
Pendant l'hiver 1870-1871, les interruptions de circulation des trains se produisent à la suite de la formation de six brèches, naturellement formées aux points les plus exposés aux intempéries de la saison. Ainsi du 6 au 13 février 1871, le chemin de fer ne transporte aucun voyageur ; seules des dépêches sont acheminées jusqu'au point où la voie cesse d'être praticable pour être ensuite transportées soit en traîneau, soit à dos d'homme.

## Fermeture

### Une fermeture programmée

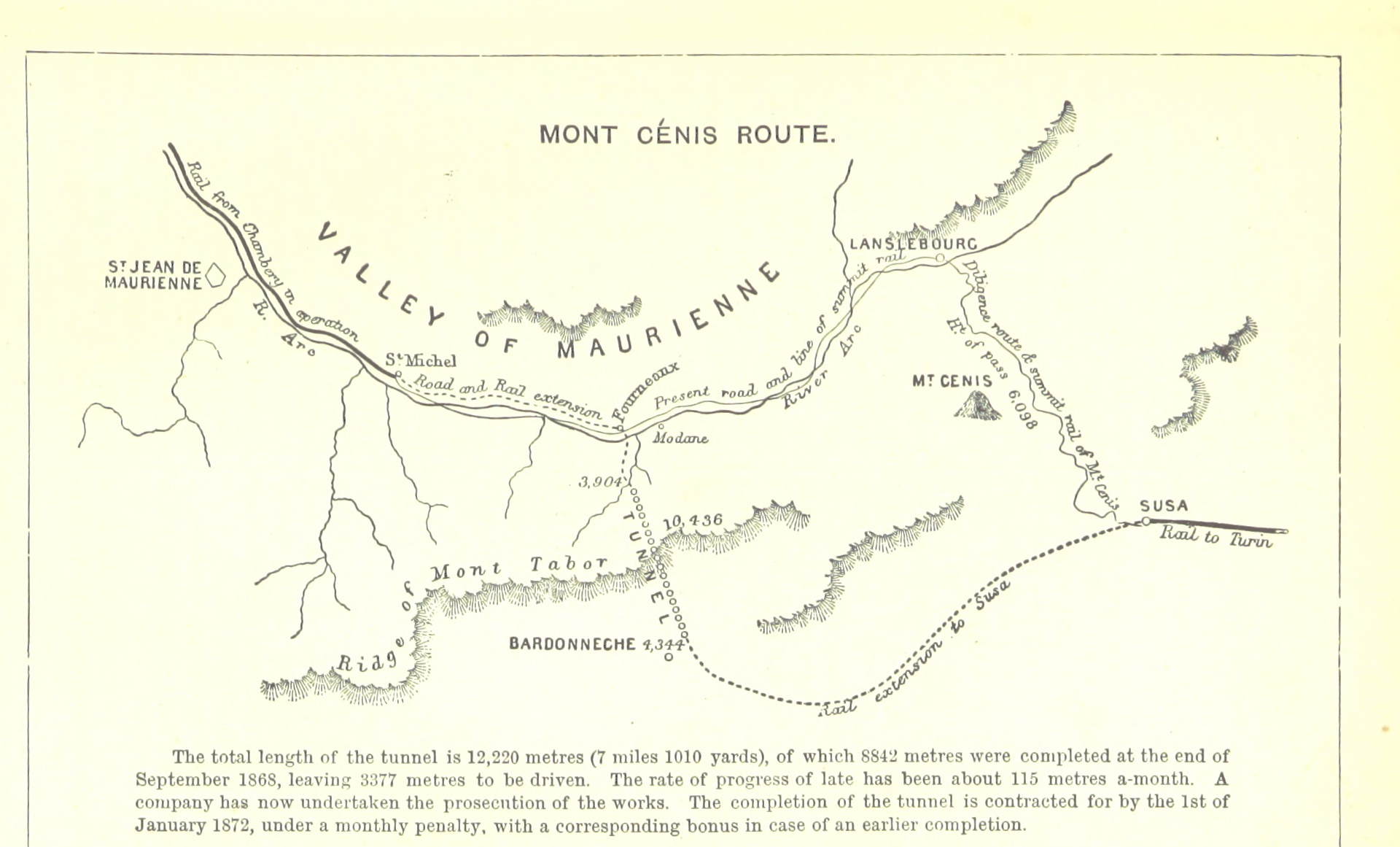
Carte des lignes ferroviaires de la région du Mont-Cenis, 1869.

Dès 1865, les travaux de percement du tunnel ferroviaire du Mont-Cenis s'accélèrent grâce à l’invention d'une perforatrice à air comprimé par l’ingénieur Germain Sommeiller, remplaçant le marteau et la barre à mine jusqu’alors les deux seuls outils des mineurs. Les deux équipes de percement se rejoignent le jour de Noël 1870 et le 1er mars 1871, après 14 ans de travaux, le tunnel du ferroviaire du Fréjus est inauguré. Les premiers trajets débutent le 16 octobre. Conformément au contrat signé avec Napoléon III et le royaume d'Italie, la Compagnie Brassey doit arrêter l'exploitation de la ligne.
À l'annonce de ces nouvelles, la ligne du Mont-Cenis commence à rouler à perte et demande pour la première fois une subvention au gouvernement italien, qui lui est refusée. Le 1er novembre 1871, après trois ans d’exploitation, la ligne doit déjà fermer. Ironiquement, elle aura contribué à son propre déclin en transportant du charbon et du fer à Bardonnèche servant à la construction du tunnel. La concurrence immédiate avec le tunnel du Fréjus explique en partie le rapide déclin et le manque de rentabilité de la ligne : « [...] il s'agissait surtout d'une expérience commencée un peu tardivement et à laquelle la marche rapide des travaux du grand souterrain ôtait toute importance au point de vue de la rémunération immédiate. »
Le train Fell aura parcouru plus de 556 000 kilomètres et transporté près de 100 000 voyageurs dont certains très illustres comme le Prince de Galles et futur roi Édouard VII en mai 1869,,, l’impératrice Eugénie le 30 novembre 1869 ou encore le comte Opprandino Arrivabene. Surtout, Fell aura démontré l'efficacité et la fiabilité de son système de troisième rail central et commencera à l'exporter à travers le monde : Brésil, Suisse, Inde, Espagne, France et Italie.

### Démantèlement

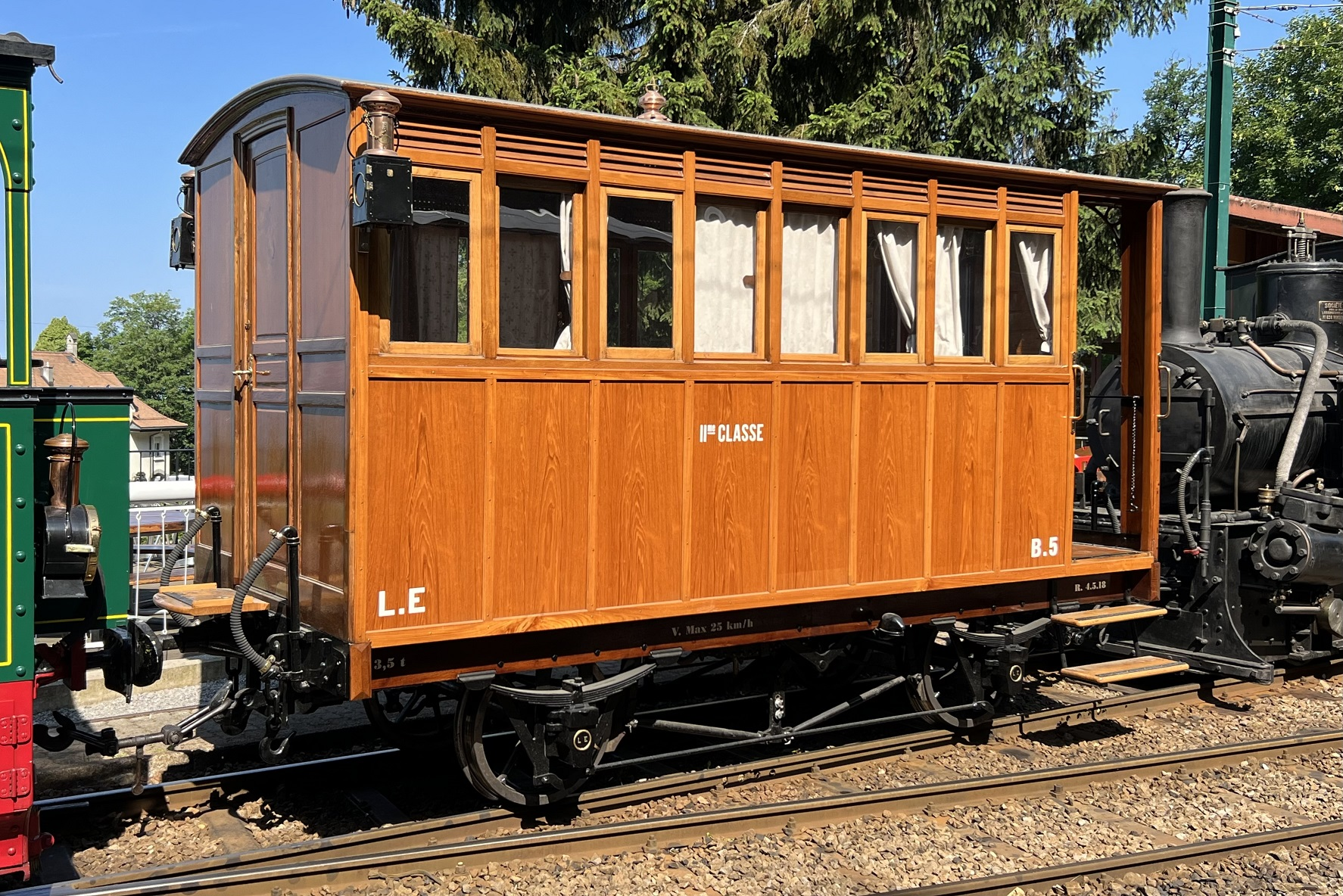
Ancienne voiture voyageurs de 1868, exposée au chemin de fer-musée Blonay-Chamby (2023).

Brassey et Fell proposent la ligne aux communes de Haute-Maurienne,, mais devant leur refus, ils démontent les rails et les installent en Suisse pour la ligne du Jorat ; c'est l'ingénieur Pierre Ferré, frère d'Ambroise Ferré décédé lors d'un accident sur la ligne, qui est chargé du projet. Quelques tronçons sont également utilisés pour le chemin de fer Lausanne-Échallens-Bercher et d'autres, après un refus du chemin de fer du Rigi, terminent en Argentine. Enfin, 32 km de rails servent à la ligne Cantagalo, la première ligne de montagne du Brésil,, et peut-être aussi au train de la célèbre montagne du Corcovado à Rio de Janeiro,.
Entre 1871 et 1872, la compagnie de chemin de fer Lausanne-Échallens-Bercher récupère, à bas prix, du matériel roulant en état quasi-neuf. La qualité se révélant défectueuse, il disparaît progressivement à l'exception d'une voiture de voyageurs, la B 5, aujourd'hui conservée au chemin de fer-musée Blonay-Chamby (Suisse),.
Un trolleybus fut installé entre Modane et Lanslebourg en 1923.

## Conséquences socioéconomiques
Dès le percement du tunnel, l'activité économique décline fortement dans la région du Mont-Cenis. Déjà en 1868, Charles Boissay anticipait les conséquences socioéconomiques de la fermeture programmée de la ligne et envisageait une possible reconversion touristique : « Mais ne vaudrait-il pas mieux, je le demande, ne pas détruire ce que l'on a eu tant de peine à créer et laisser subsister [...] le chemin Fell, même après l'achèvement du grand railway ? [...] Le chemin Fell entretiendrait un peu de vie à Lanslebourg, que le tunnel va ruiner, et, comme il se rend en Italie un grand nombre de curieux qui voyagent pour leur plaisir, il s'en trouverait beaucoup qui préfèreraient passer au-dessus de la montagne et jouir des points de vue dont le tunnel va frustrer les voyageurs. »
À la fermeture de la ligne, le trafic de diligences reprend entre Modane et Lanslebourg mais diminue rapidement face au large succès du tunnel du Fréjus. Voituriers et hôteliers se retrouvent au chômage et de nombreux habitants émigrent en Argentine ou au Canada causant une baisse démographique, particulièrement ressentie à Lanslebourg qui perd 70 % de sa population en une centaine d'années,

## Vestiges

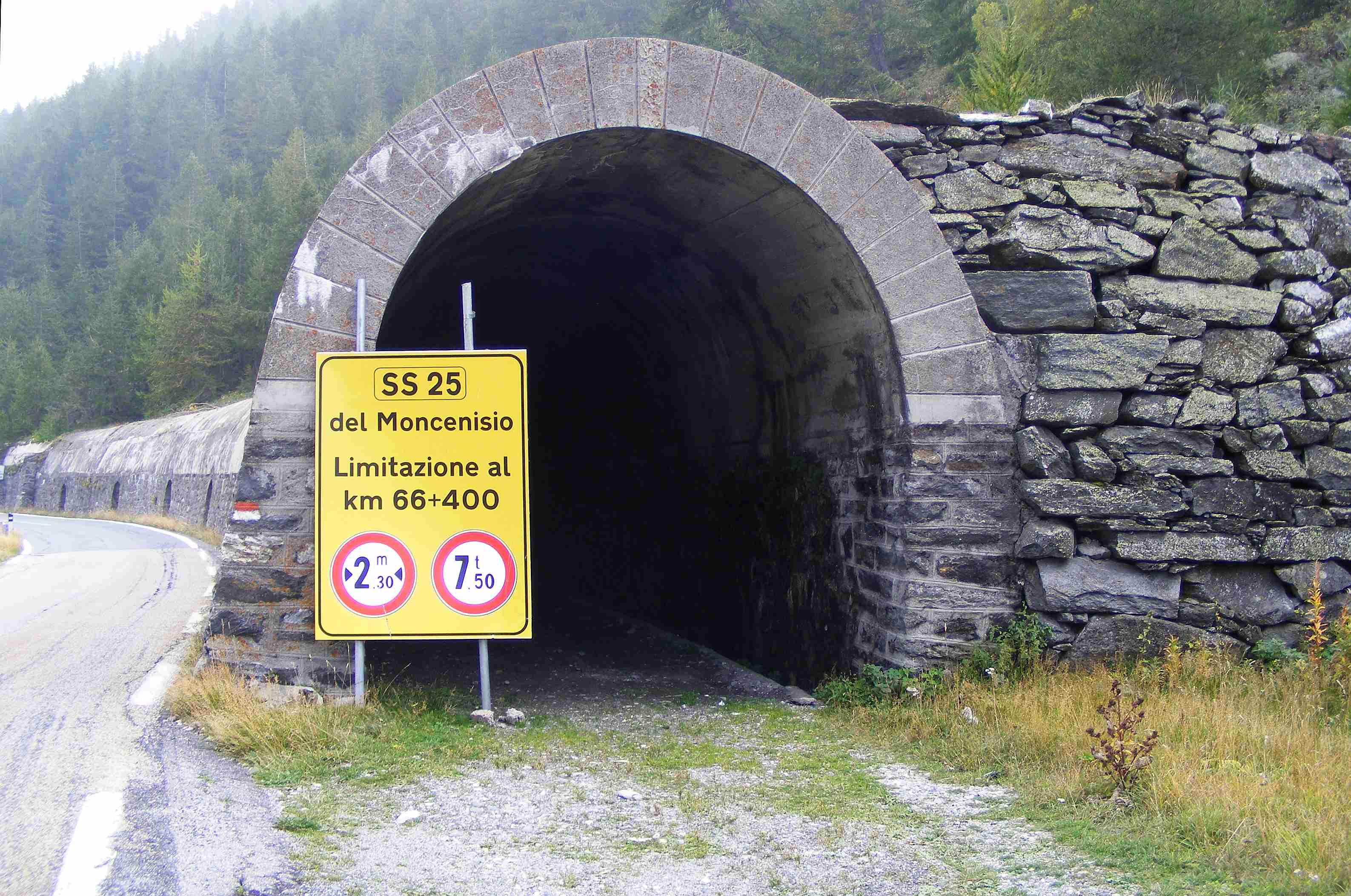
Les derniers tunnels visibles dans la descente vers l'Italie (2009).

La route bénéficie ainsi d’élargissements sur certaines portions que la voie longeait, ainsi que de plusieurs ouvrages de protection. De discrets vestiges subsistent sur le versant français, où l'on devine encore des soutènements et des tunnels dans les virages en épingle, au-dessus de Lanslebourg. Certains de ces tunnels ont été utilisés pour stocker les pains de glace l’hiver et les transporter l’été jusqu’à Chambéry et Aix-les-Bains. Ces mêmes ouvrages sont bien mieux conservés sur le versant italien, bien que trop étroits pour être utilisés à des fins routières. 
Un tunnel de la ligne de Culoz à Modane, situé au point kilométrique 227,553 et d'une longueur de 136 m, porte le nom de tunnel du Chemin-de-fer Fell.
En juin 1957, lors de la crue de l'Arc, des restes de voies ferrées ont été redécouverts à Saint-Michel-de-Maurienne, à quelques dizaines de mètres au nord-est de la gare.